# BoyFred
BoyFred è il terzo album in studio del rapper italiano Fred De Palma, pubblicato il 2 ottobre 2015 dalla Warner Music Italy.

## Tracce
1. Dov'eri tu – 2:29
2. Serenata trap – 2:46
3. Stanza 365 – 3:36
4. Non scordare mai – 3:04
5. Canterai – 3:27
6. BoyFred – 3:28
7. Buenos dias – 3:47
8. Slogan – 3:17
9. Tutto qui – 2:48
10. Due cuori e una caparra – 3:30
11. Fenomeno – 3:01
12. Noi due – 3:11
13. VodkaLemonHaze – 3:31
14. Chiudo gli occhi – 2:54

## Classifiche
| Classifica (2015) | Posizione massima |
| ----------------- | ----------------- |
| Italia            | 6                 |